# Joseph McBride
Pour les articles homonymes, voir McBride.
Joseph McBride (né le 9 août 1947 à Milwaukee) est un scénariste, écrivain et professeur de cinéma et de littérature américain.

## Biographie
Joseph McBride a écrit de nombreux articles pour la revue Irish America et de nombreux essais sur l'histoire du cinéma américain ainsi que des biographies sur des réalisateurs comme : Orson Welles (1972), Hawks on Hawks (1982), Frank Capra: The Catastrophe of Success (1992) ou Steven Spielberg: A Biography (1997) ou encore Searching for John Ford. Ce dernier livre a obtenu le prix du Meilleur livre étranger, sous le titre À la recherche de John Ford (Actes Sud).
Il est actuellement professeur assistant de cinéma à l'université d'État de San Francisco.

## Ouvrages
- Billy Wilder. Dancing of the Edge (Columbia University Press : 2021)